# Сан-Марино на летних Олимпийских играх 1976
Сан-Марино принимало участие в Летних Олимпийских играх 1976 года в Монреале (Канада), но не завоевало ни одной медали. Страну представляли 10 спортсменов, выступавших в 7 соревнованиях по трём видам спорта: лёгкая атлетика, велоспорт, стрельба.

## Результаты соревнований

### Велоспорт
Шоссейный велоспорт
Мужчины
| Соревнование    | Спортсмен         | Время | Место | Отставание |
| --------------- | ----------------- | ----- | ----- | ---------- |
| групповая гонка | Даниеле Чезаретти | DNF   | DNF   | DNF        |

### Лёгкая атлетика
Спортсменов — 2
Женщины
Технические дисциплины
| Дисциплина      | Спортсменки       | Квалификация | Квалификация | Финал                 | Финал                 |
| Дисциплина      | Спортсменки       | Результат    | Место        | Результат             | Место                 |
| --------------- | ----------------- | ------------ | ------------ | --------------------- | --------------------- |
| прыжки в длину  | Грациэлла Сантини | 4,90         | 29           | Завершила выступление | Завершила выступление |
| прыжки в высоту | Джузеппина Грасси | —            | —            | Завершила выступление | Завершила выступление |

### Стрельба
Спортсменов — 7
Мужчины
| Соревнование                          | Спортсмены          | Финал     | Финал |
| Соревнование                          | Спортсмены          | Результат | Место |
| ------------------------------------- | ------------------- | --------- | ----- |
| винтовка лёжа, 50 метров              | Альфредо Пелличчони | 565       | 76    |
| винтовка из трёх положений, 50 метров | Итало Казали        | 1009      | 56    |
| винтовка из трёх положений, 50 метров | Паскуале Раски      | 1001      | 57    |
| скорострельный пистолет, 25 метров    | Бруно Морри         | 576       | 36    |
| скорострельный пистолет, 25 метров    | Роберто Таманьини   | 547       | 46    |
| трап                                  | Лео Франчози        | 175       | 21    |
| трап                                  | Сильвано Раганини   | 168       | 29    |